# فیلیپو وولاندری
 فیلیپو وولاندری (ایتالیایی: Filippo Volandri؛ زاده ۵ سپتامبر ۱۹۸۱) یک تنیس‌باز اهل ایتالیا است.